# Radzol'noe (Oblast' autonoma ebraica)
Radzol'noe (in lingua russa Раздольное) è un centro abitato dell'Oblast' autonoma ebraica, situato nel Birobidžanskij rajon.